# Жовтнева сільська рада (Монастирищенський район)
Жовтне́ва сільська́ ра́да — колишня адміністративно-територіальна одиниця та орган місцевого самоврядування в Монастирищенському районі Черкаської області. Адміністративний центр — село Бубельня.

## Загальні відомості
- Населення ради: 371 особа (станом на 2001 рік)

## Населені пункти
Сільській раді були підпорядковані населені пункти:
- с. Бубельня

## Склад ради
Рада складалася з 12 депутатів та голови.
- Голова ради: Черканюк Олена Олександрівна
- Секретар ради:

### Керівний склад попередніх скликань
| Прізвище, ім'я, по батькові  | Основні відомості                                                 | Дата обрання | Дата звільнення |
| ---------------------------- | ----------------------------------------------------------------- | ------------ | --------------- |
| Прудиус Таїсія Іванівна      | Сільський голова, 1968 року народження                            | 26.03.2006   | 31.10.2010      |
| Наумець Василь Анатолійович  | Сільський голова, 1976 року народження, освіта вища, безпартійний | 31.10.2010   | 21.09.2019      |
| Черканюк Олена Олександрівна | Сільська голова                                                   | 21.09.2019   | 02.12.2021      |

Примітка: таблиця складена за даними сайту Верховної Ради України

### Депутати
За результатами місцевих виборів 2010 року депутатами ради стали:

#### За суб'єктами висування
| Суб'єкт висування                                       | Кількість обраних депутатів | %    |
| ------------------------------------------------------- | --------------------------- | ---- |
| Партія регіонів                                         | 10                          | 83,3 |
| Політична партія Всеукраїнське об'єднання «Батьківщина» | 2                           | 16,7 |

#### За округами
| № округу                                                | Прізвище, ім'я, по батькові   | Дата визнання обраним | Освіта  | Партійна приналежність                        | Відомості про обраного депутата |
| ------------------------------------------------------- | ----------------------------- | --------------------- | ------- | --------------------------------------------- | ------------------------------- |
| Партія регіонів                                         |                               |                       |         |                                               |                                 |
| 1                                                       | Осадчук Клавдія Володимирівна | 05.11.2010            | середня | член Партії регіонів                          | тимчасово не працює             |
| 2                                                       | Мандрик Галина Іванівна       | 05.11.2010            | середня | член Партії регіонів                          | тимчасово не працює             |
| 3                                                       | Лисак Василь Дмитрович        | 05.11.2010            | середня | член Партії регіонів                          | слюсар                          |
| 5                                                       | Іщук Людмила Миколаївна       | 05.11.2010            | середня | член Партії регіонів                          | тимчасово не працює             |
| 6                                                       | Завальна Олена Олександрівна  | 05.11.2010            | середня | член Партії регіонів                          | Сільська рада, секретар         |
| 7                                                       | Віннічук Олена Василівна      | 05.11.2010            | середня | член Партії регіонів                          | тимчасово не працює             |
| 8                                                       | Якименко Юрій Вікторович      | 05.11.2010            | вища    | член Партії регіонів                          | підприємець                     |
| 9                                                       | Мандрик Андрій Васильович     | 05.11.2010            | середня | член Партії регіонів                          | тимчасово не працює             |
| 11                                                      | Мартинюк Сергій Якович        | 05.11.2010            | середня | член Партії регіонів                          | школа, водій                    |
| 12                                                      | Іщук Віктор Дем'янович        | 05.11.2010            | середня | член Партії регіонів                          | підприємець                     |
| Політична партія Всеукраїнське об'єднання «Батьківщина» |                               |                       |         |                                               |                                 |
| 4                                                       | Лукащук Олена Володимирівна   | 05.11.2010            | середня | член Всеукраїнського об'єднання «Батьківщина» | тимчасово не працює             |
| 10                                                      | Дишливенко Галина Василівна   | 05.11.2010            | вища    | член Всеукраїнського об'єднання «Батьківщина» | Сільська рада, бухгалтер        |